# DB série 218
 (janvier 2022).
La série 218 est une famille de locomotives diesel de la Deutsche Bundesbahn (chemins de fer allemands).

## Histoire
Dans les années 1960, les chemins de fer allemands ont entrepris de supprimer la traction vapeur. Pour les lignes non électrifiées, elle commande massivement des locomotives diesel. Après la petite série DB série 217, dotée d'un alternateur chauffant électriquement les voitures tractées, la DB choisit de reconduire ce principe, avec la série 218 plus puissante.
Une petite série de 12 machines sort en 1968. Utilisées en Rhénanie-du-Nord-Westphalie et en Bavière, elles donnent descendance à quatre commandes successives. Le moteur MTU MA 12 V TB 10 de 1840 kW est repris pour les premières. Une évolution de ce moteur, le MTU MA 12 V TB 11, affiche une puissance de 2061 kW sur les machines suivantes. Les dernières sont équipées du moteur français SEMT Pielstick 16 PA 4 V 200 de 2061 kW.
Les premiers engins de série sortent d'usine en 1971. La vitesse d'assemblage est telle qu'à la fin 1973, 204 machines sont déjà en service. Elles sont utilisées en tête de trains régionaux ou internationaux, comme de fret, dans tous les länders de l'Allemagne fédérale. La dernière unité est livrée à la DB en 1979.

## Caractéristiques techniques
Ces locomotives ont une disposition d'essieux B'B' avec un écartement standard. Elles sont munies d'une puissance continue de  1 840 kW et 2 061 kW. Leurs masses peuvent varier de 76.5 à 78.5 tonnes. Ces locomotives peuvent rouler à une vitesse maximale de 140 km/h. Leurs motorisations sont MTU MA 12 V TB 10 , MTU MA 12 TB 11 et Pielstick 16 PA 4 V 200.

## Galerie de photos

### Livrées différentes

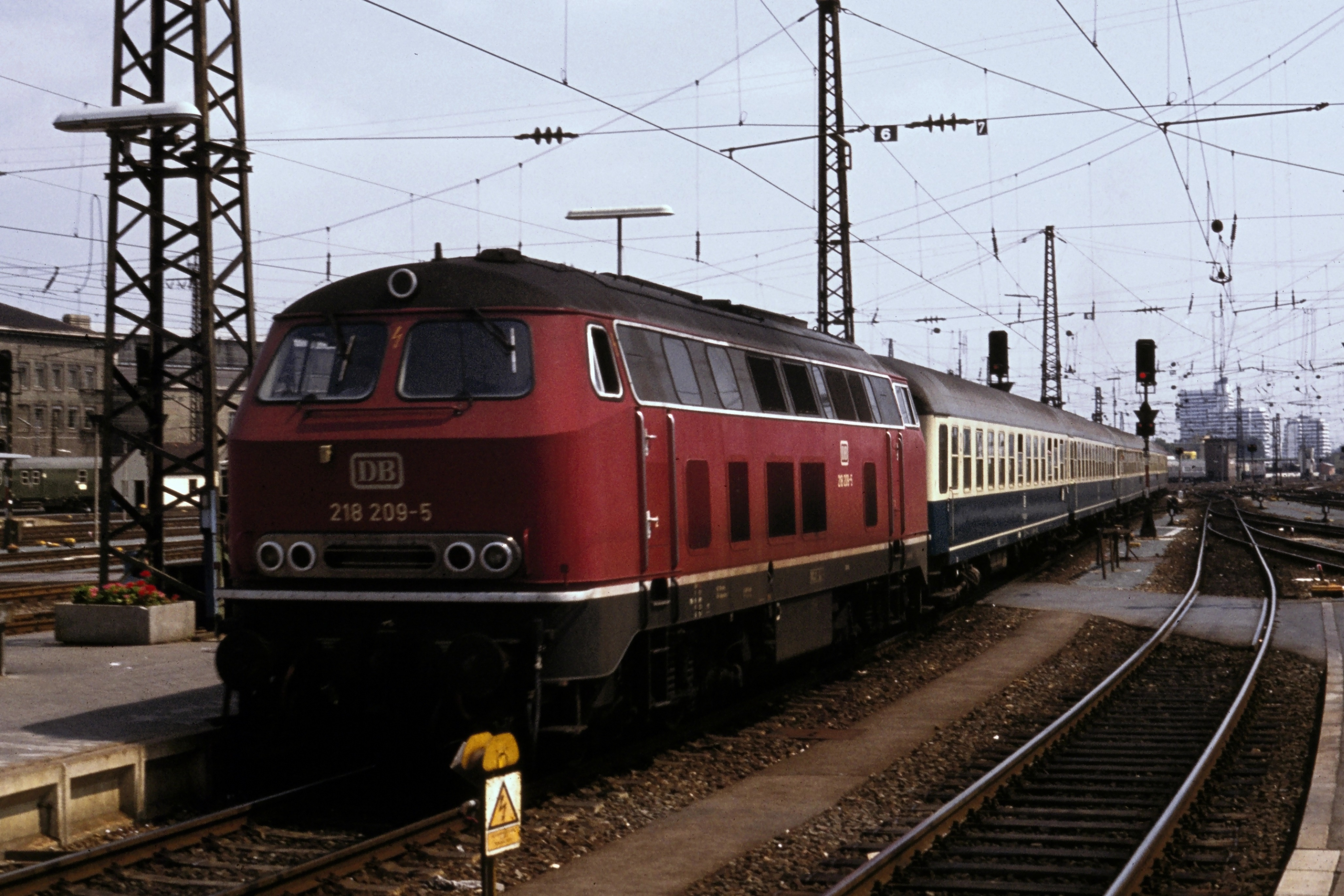
Livrée d'origine rouge pourpre.
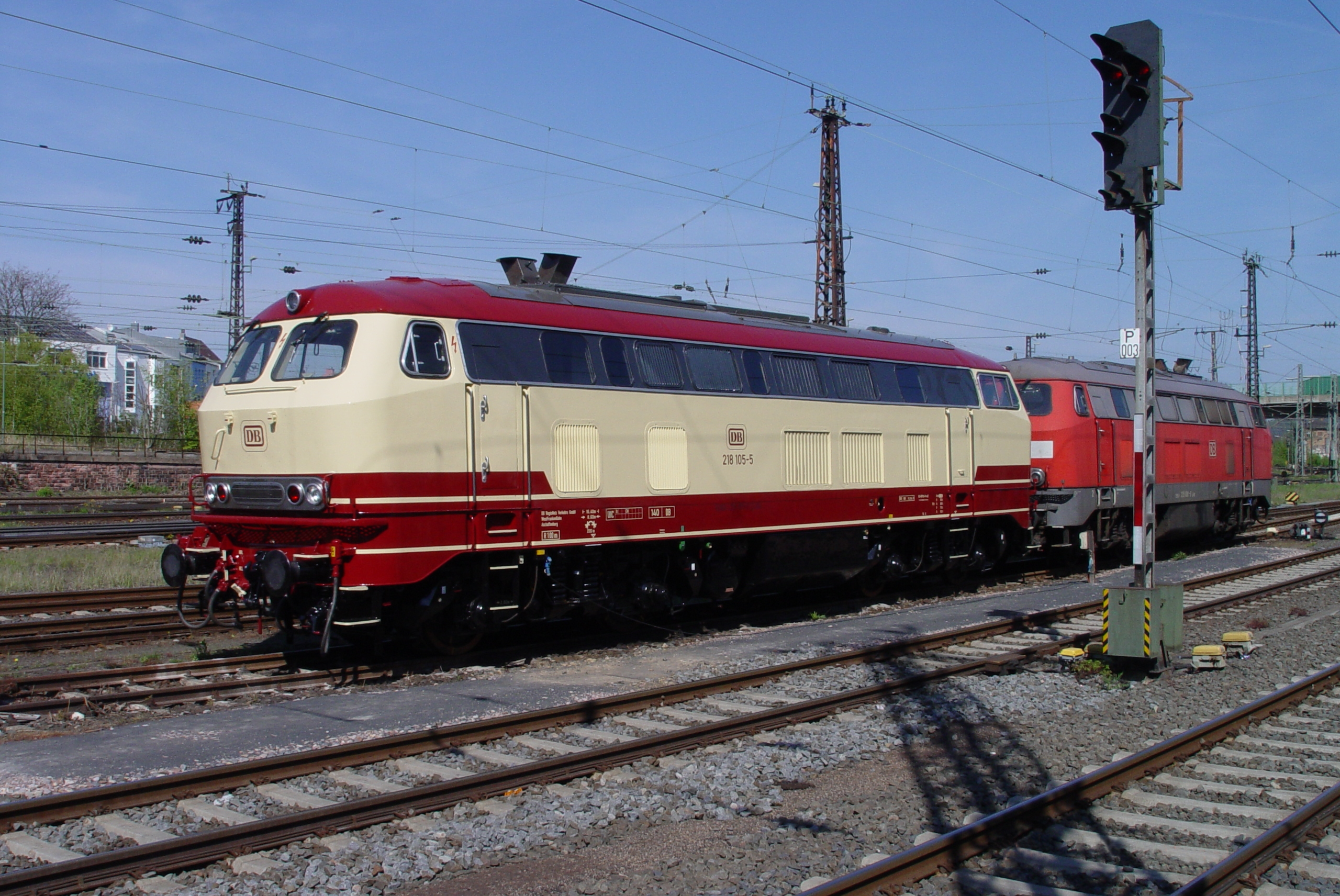
218 105 en livrée TEE, rouge et crème.
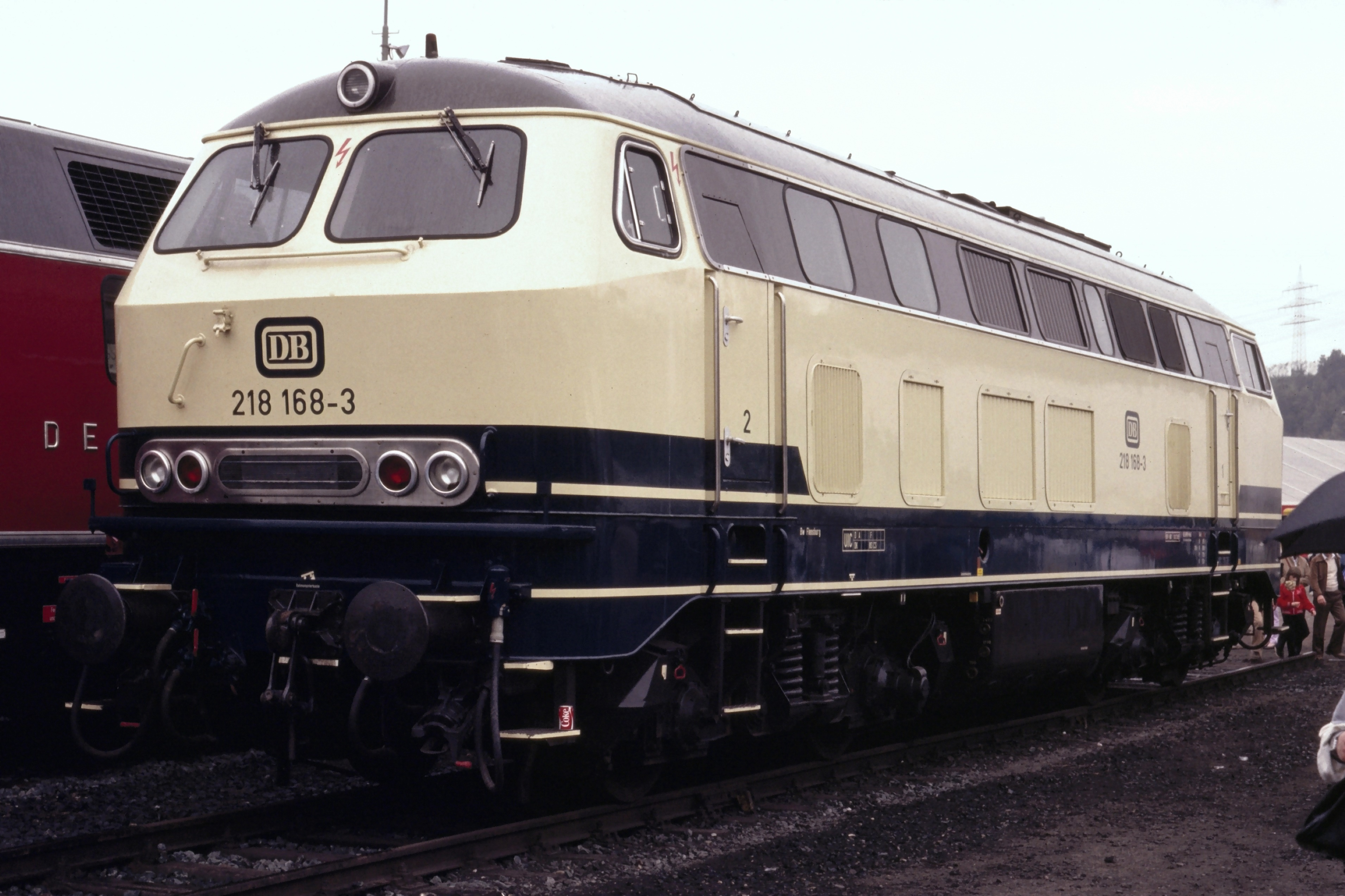
Livrée crème et bleu océan
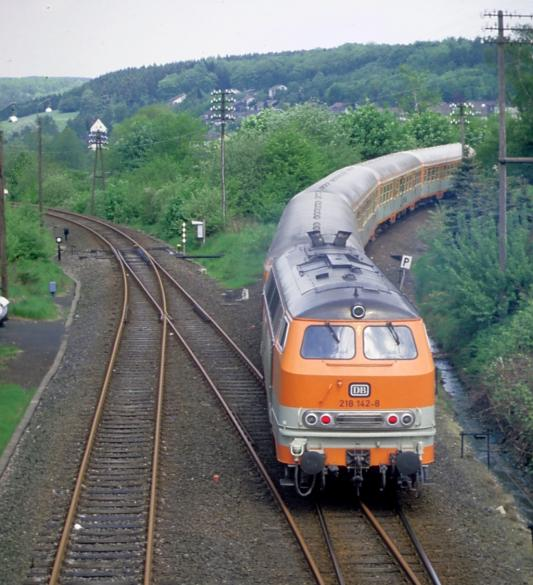
Livrée orange assortie aux voitures d'un train régional.
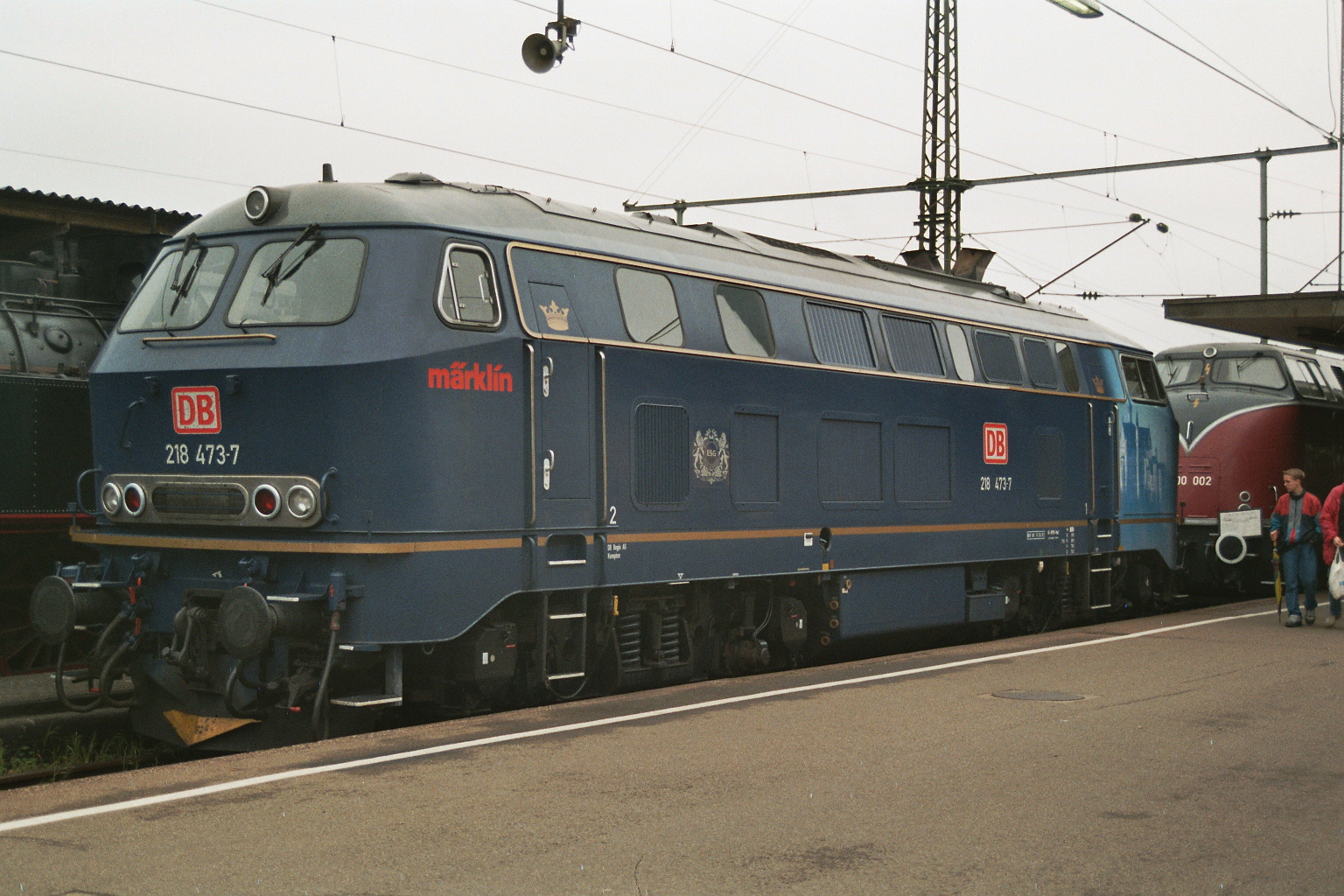
Livrée publicitaire pour Märklin
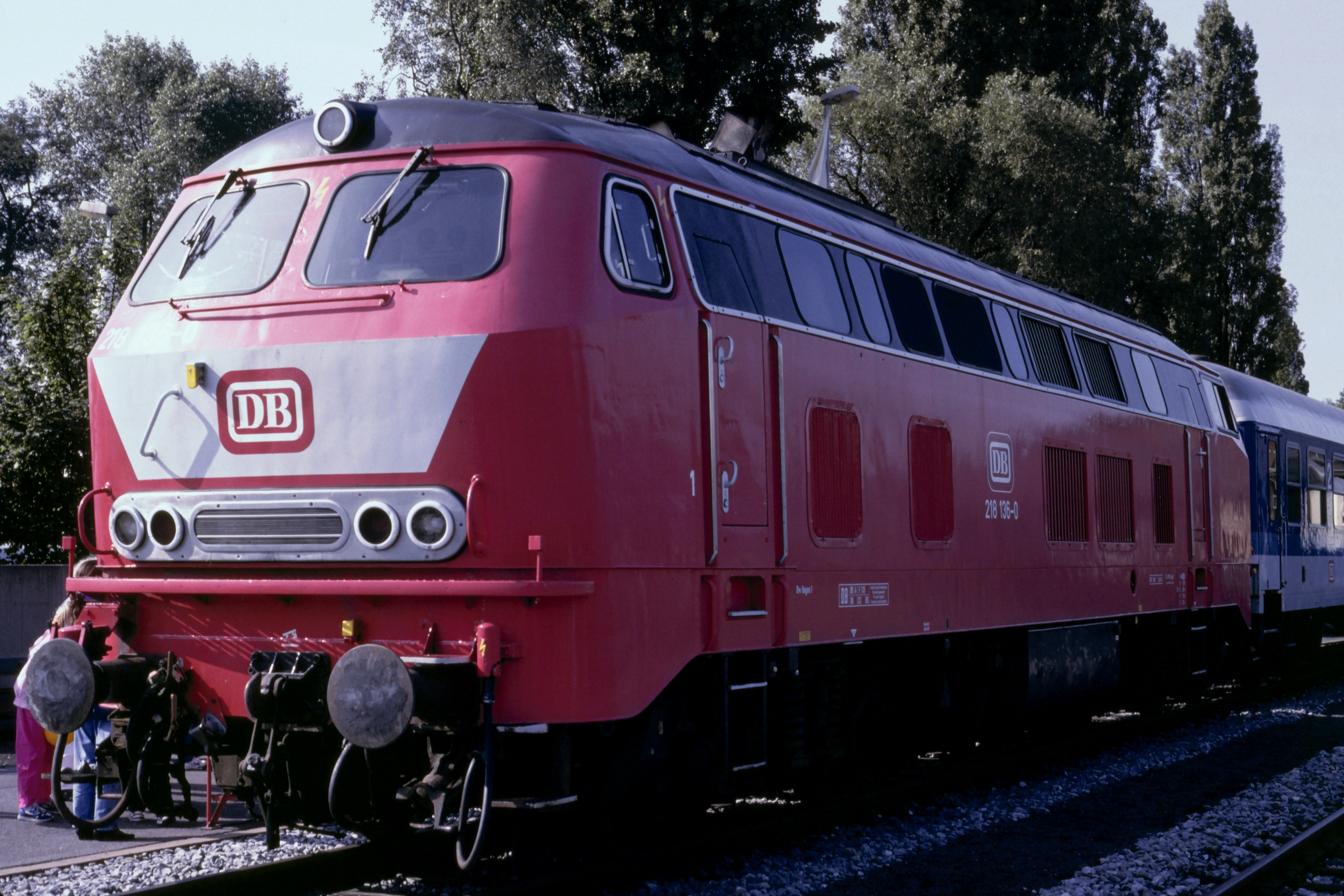
218 136 en livrée récente rouge orient
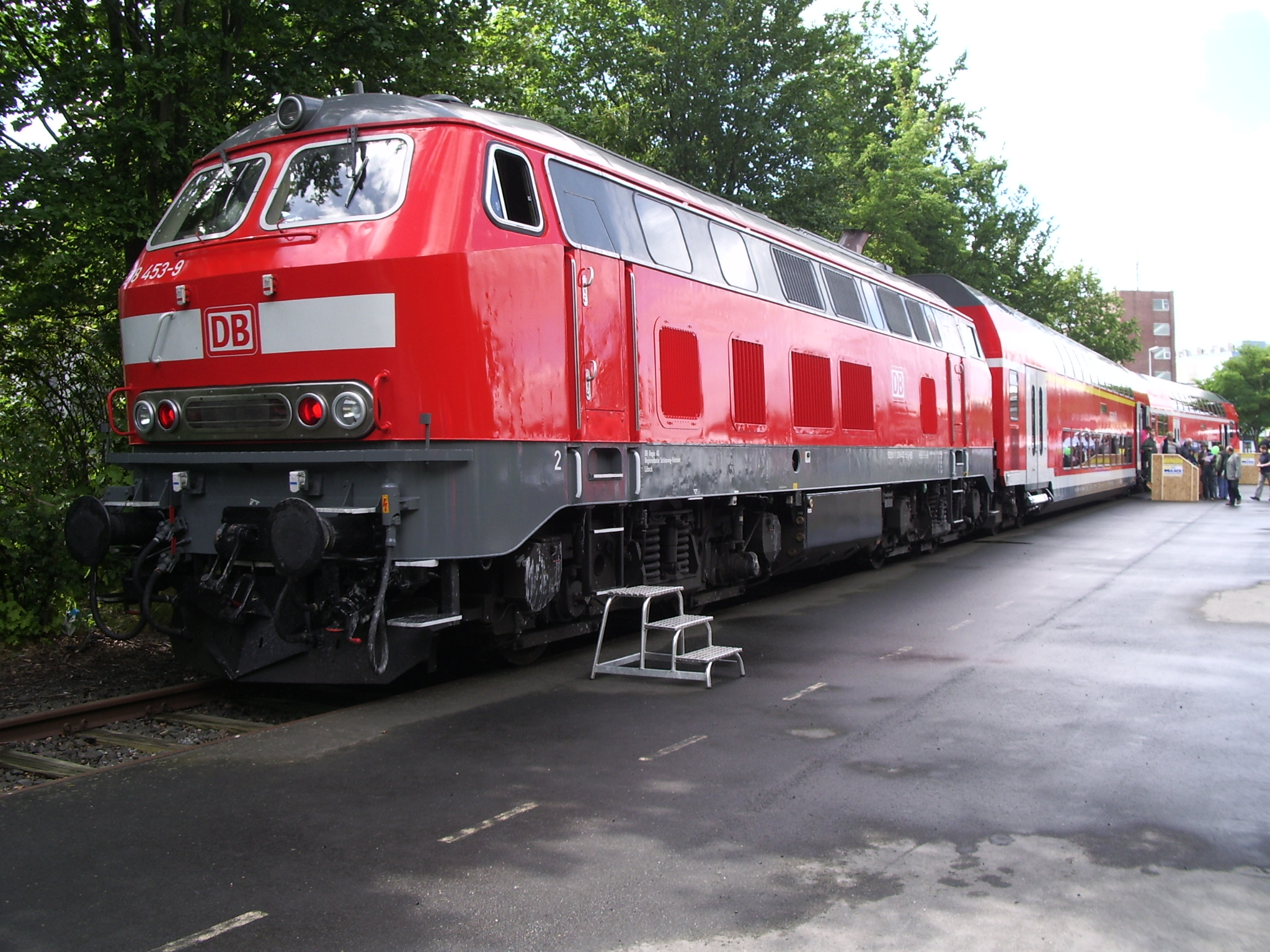
Dernière livrée rouge framboise.

### Usages différents d'une série universelle

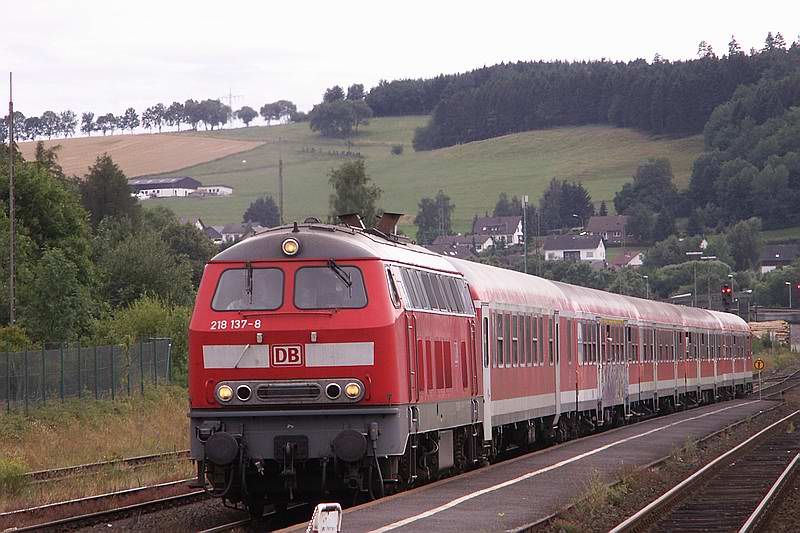
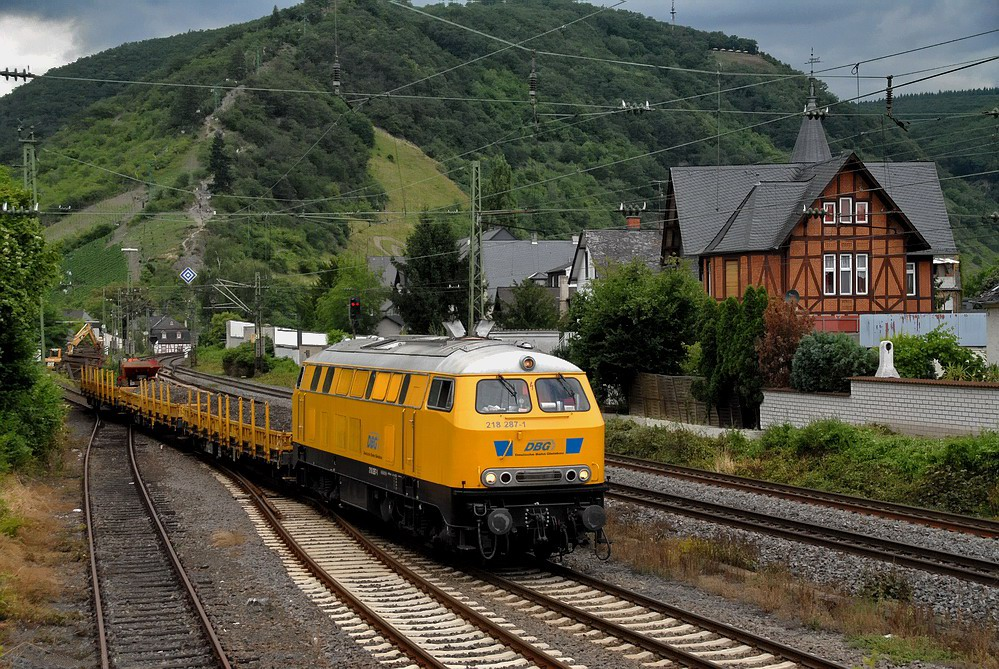
218 287 en tête d'un train de travaux.
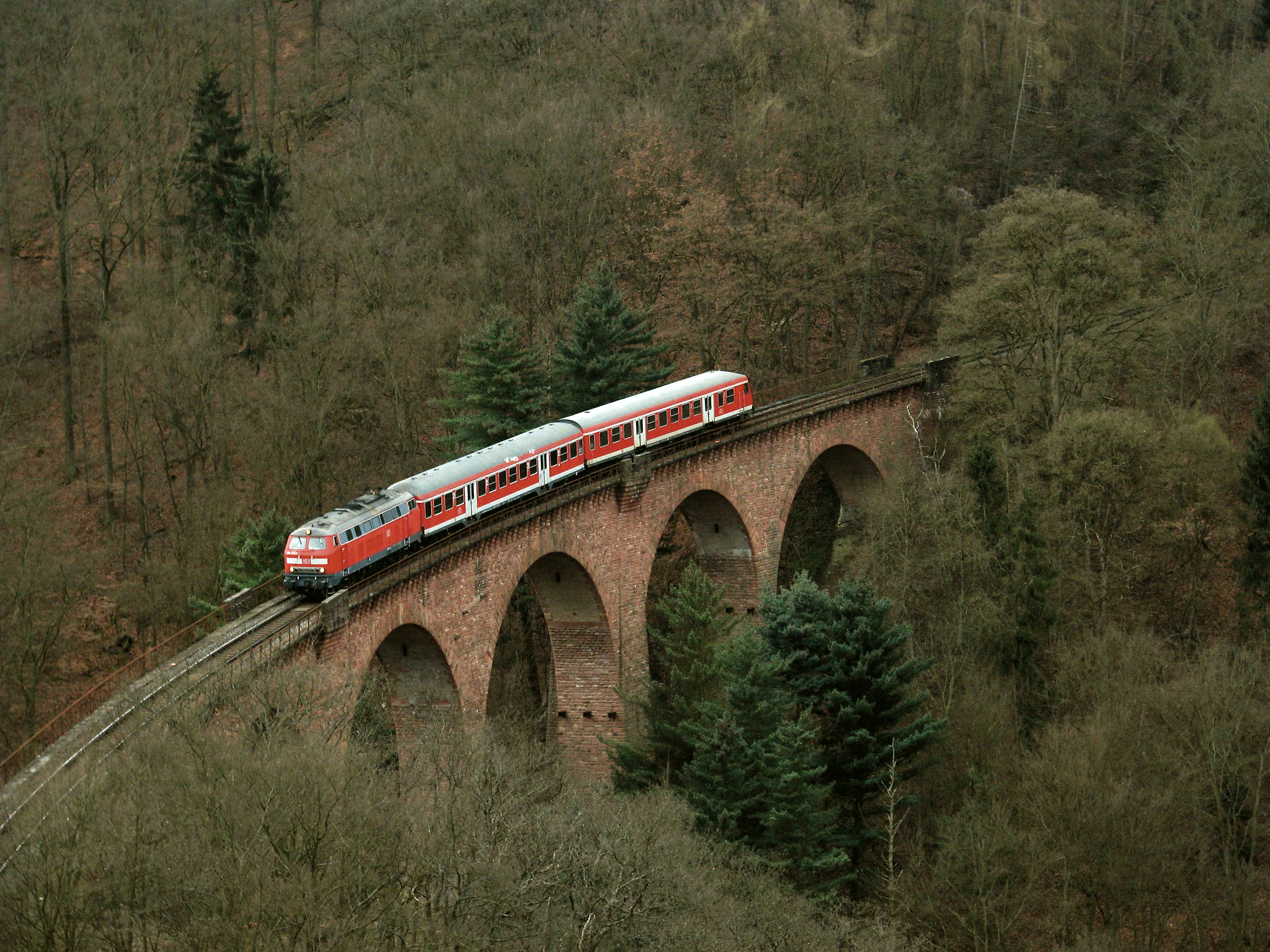
Traction d'un court train régional.
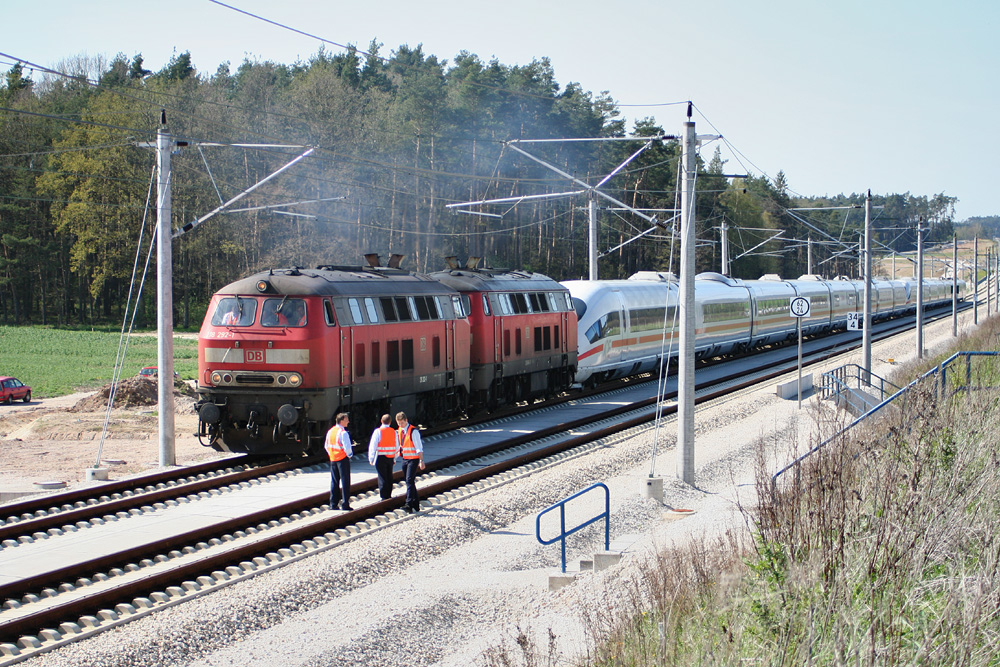
Double traction au secours d'un ICE 3.
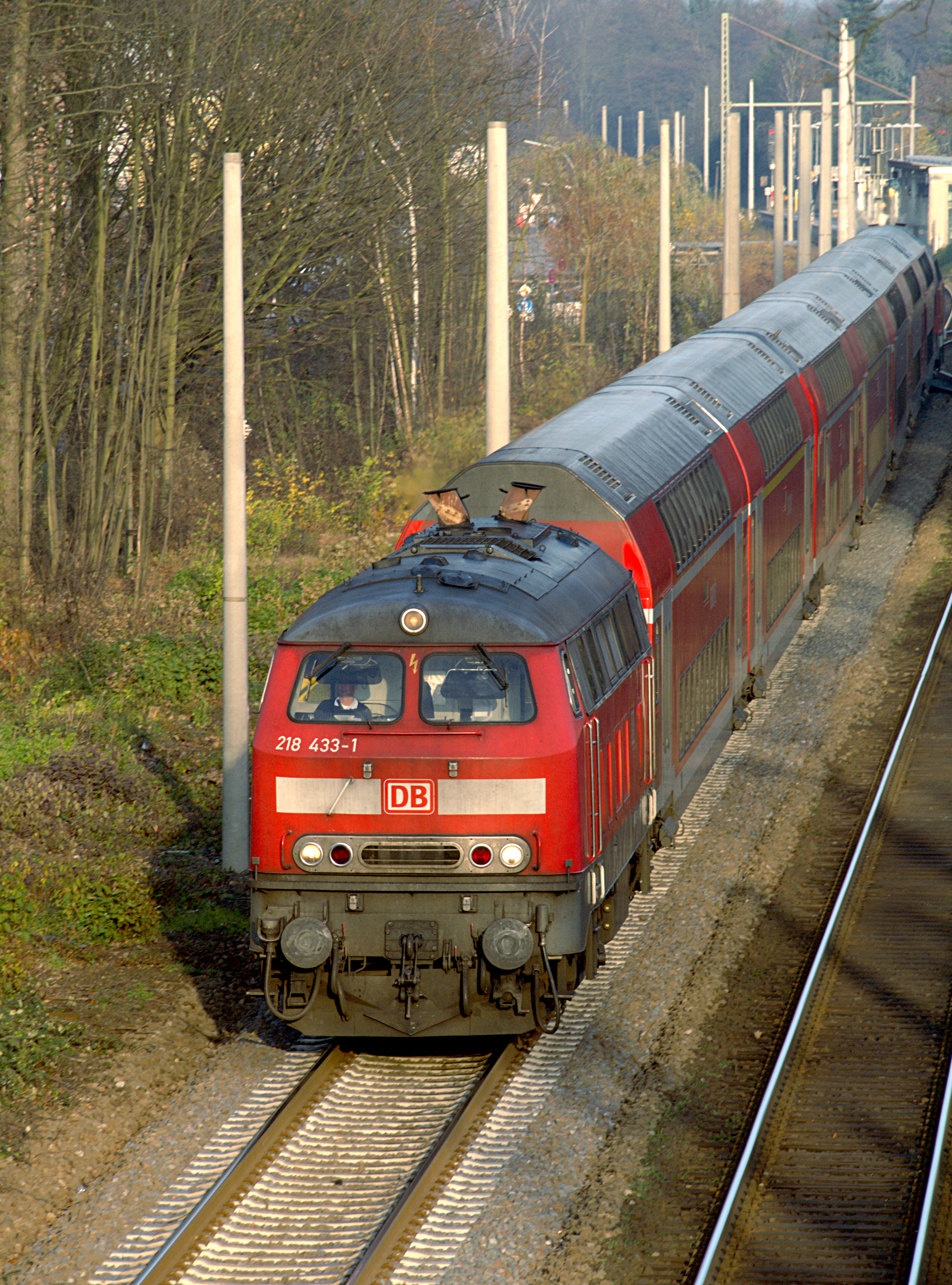
218-433 sur un express Lübeck-Hambourg et rame à deux niveaux.
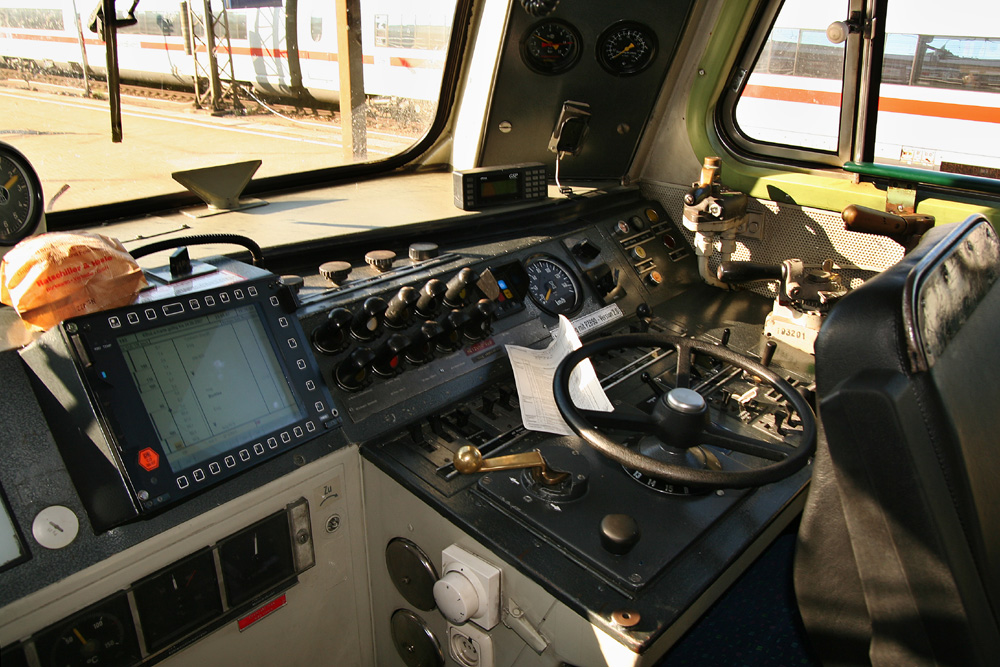
Cabine de conduite.